# South Bay (Südgeorgien)
Die South Bay (englisch für Südbucht) ist, wie aus dem Namen bereits hervorgeht, die südlichste der Nebenbuchten des Prince Olav Harbour an der Nordküste Südgeorgiens.
Die deskriptive Benennung geht vermutlich auf Wissenschaftler der britischen Discovery Investigations zurück, die den Prince Olav Harbour im Jahr 1929 kartierten.